# Wohn- und Geschäftshaus Westerstraße 50
Das Wohn- und Geschäftshaus Westerstraße 50 in Wildeshausen, Ecke Neue Straße, stammt vom Ende des 19. Jahrhunderts. Das Gebäude wird heute (2023) als Wohnhaus und Schmuckladen genutzt.
Das Gebäude steht unter Denkmalschutz.

## Geschichte
Das zweigeschossige historisierende verklinkerte Eckhaus mit flachem Walmdach mit zwei geschweiften Gauben, mittigem Eingang, zwei Biforienfenstern und modern veränderten Schaufenstern wurde um 1890 gebaut. Die Putzgliederung besteht u. a. aus den geschossteilenden Gesimsen, dem verzierten Dachgesims und den Fensterbekrönungen mit Reliefs.
Die Landesdenkmalpflege befand: „... geschichtliche Bedeutung ... als beispielhaftes städtisches Wohnhaus des Historismus ...“.